# Arroyo Cabral
Arroyo Cabral é uma cidade localizada no departamento General San Martín, província de Córdova, Argentina.